# Gene Guarilia
Eugene Michael Guarilia, detto Gene (Old Forge, 13 settembre 1937 – Duryea, 20 novembre 2016), è stato un cestista statunitense, professionista nella NBA.

## Carriera
Venne selezionato dai Boston Celtics al secondo giro del Draft NBA 1959 (14ª scelta assoluta).

## Palmarès
- Campionato NBA: 4

Boston Celtics: 1960, 1961, 1962, 1963